# Mesolambdolophus setoni
Il mesolambdolofo (Mesolambdolophus setoni) è un mammifero perissodattilo estinto. Visse nell'Eocene inferiore - medio (circa 50 - 48 milioni di anni fa) e i suoi resti fossili sono stati ritrovati in Nordamerica.

## Descrizione
Di piccole dimensioni come tutti i perissodattili arcaici, Mesolambdolophus non doveva superare la taglia di un cane. Era probabilmente di corporatura simile a quella di un odierno cefalofo (gen. Cephalophus), e possedeva una serie di caratteristiche che lo distinguevano da altri perissodattili dell'epoca. Il primo premolare inferiore era assente, mentre il secondo e il terzo premolare non erano molariformi; il quarto, invece, era simile a un molare. La parte anteriore del metalofide era posta lingualmente, e conteneva il metaconide; quest'ultimo non era duplicato. Era inoltre presente un grande ipoconulide sul terzo molare inferiore. 

## Classificazione
Mesolambdolophus setoni venne descritto per la prima volta nel 2011, sulla base di resti fossili provenienti dal Wyoming e risalenti al Bridgeriano (tra l'Eocene inferiore e l'Eocene medio). Alcune caratteristiche dentarie (come l'orientamento del metalofide) esclude questo animale dall'appartenenza ai ceratomorfi; un'analisi filogenetica indica che Mesolambdolophus potrebbe essere il sister taxon del clade Tapiromorpha, e quindi sarebbe un perissodattilo basale vicino all'origine del gruppo. La presenza di un perissodattilo basale più grande di Orohippus risalente al Bridgeriano è comunque insolita. 